# جورج إدوارد لونش
جورج إدوارد لينش (4 مارس 1917 - 25 مايو 2003) كان أسقفًا أمريكيًا للكنيسة الكاثوليكية، عمل أسقفًا مساعدًا لأبرشية رالي في ولاية كارولينا الشمالية من عام 1970 إلى عام 1985.